# 河本ひろし
河本 ひろし（かわもと ひろし）は、日本の漫画家。

## 略歴
1985年、『ニャンたって秀吉』で『月刊少年マガジン』にてデビュー。以降、少年誌での漫画掲載の他、成年コミック誌で多くの作品を発表。独特の雰囲気の明朗なユーモアやギャグのある作風で巨乳女性が登場する作品が多いのが特徴である。サークル野望組でアニメやコミックを題材にした同人誌も多く手掛ける。
近年は河本けもん名義で児童誌をメインに活動中。また特撮作品『ウルトラマンR/B』以降のウルトラシリーズの画コンテも手掛けている。

## 作品
- ニャンたって秀吉（『月刊少年マガジン』）
- 建作ハンズ （『週刊少年キング』連載）
- 天空戦記シュラト（『月刊少年コミック』連載）
- 氷の洞窟 (ソーサリアンシリーズ 9)（『月刊コミックコンプ』連載）
- 怪獣王ゴジラ（『デラックスボンボン』連載）
- 爆弾小娘 鈴!（『コミックNORA』連載）
- いくらDE OK?（『コミックNORA』連載）
- オーガスタム 龍鬼降臨伝（『少年王』連載）
- ARINA 〜ありな〜（『月刊コミックドラゴン』連載）
- ウルトラギャラクシー大怪獣バトル（『テレまんがヒーローズ』連載）
- モーレツ アンとケートの大暴言（『コロコロアニキ』第4号、2017年秋号、アンケート募集漫画）
- 装甲娘（『コロコロアニキ』2018年春号 - 2021年冬号連載）
- レムリカ銃士隊 レムリカシリーズII・III(カードゲームイラスト　翔企画)

### 成人向け作品
- 爆乳ペロペロ姉妹
- おしおき♥爆乳ナース
- 爆乳病院ナースの初体験
- 爆乳ナースを襲っちゃえ!!
- 爆乳ナース夜の濡れ濡れ検診
- ナースのひめごと♥
- ウラカン&ラナ超絶DX本ッ!
- 乳奇的な彼女
- 国宝乳娘茶味
- 乳あれば尻あり
- ゲーマー女の子ちゃん
- 乳ばっか!!
- チチチチ☆バンバン（旧：豪激!漫画家大作戦）
- イケてるあの娘とポン! （旧：CHIRURU）
- 乳盛り

### 河本けもん名義
- マギ まじかるギャグ学園（『月刊コロコロコミック』2012年11月号 - 2013年1月号連載、原作：大高忍）
- ガンダムビルドファイターズ プラモダイバー キット&ビルト（『月刊コロコロコミック』2013年11月号 - 2014年4月号連載）
- 劇場版 ウルトラマンギンガS 決戦!ウルトラ10勇士!!（『ウルトラ10勇士 おあそびコミックブック』掲載）
- 異次元合体 もじバケるZワールド（『別冊コロコロコミック』2014年6月号 - 2015年4月号連載）
- ウルトラファイトビクトリー（『てれびくん』2015年5月号 - 7月号連載）
- 新幹線変形ロボ シンカリオン（『てれびくん』2015年11月号 - 2018年1月号連載）
- ポケモン・ザ・ムービーXY&Z ボルケニオンと機巧のマギアナ（『月刊コロコロコミック』2016年4月号 - 8月号連載）
- 劇場版ポケットモンスター キミにきめた!（『月刊コロコロコミック』2017年5月号・7月号 - 8月号掲載）
- 劇場版ポケットモンスター みんなの物語外伝 エピソード・ゼラオラ（『月刊コロコロコミック』2018年6月号 - 8月号連載）
- 劇場版 新幹線変形ロボ シンカリオン 未来からきた神速のALFA-X（『てれびくん』2019年8月号 - 12月号連載）
- ポケモンメザスタ メザせ!タグマスター!!（『コロコロイチバン!』2021年1月号 - 不定期連載中）

#### 特撮映像作品
- ウルトラマンR/B（2018年、画コンテ）
- ウルトラマンタイガ（2019年、画コンテ）
- ウルトラマンZ（2020年、画コンテ）